# Чукісака (департамент)
Чукісака (ісп. Departamento de Chuquisaca; айм. Chuqisaka jach'a suyu) — департамент Болівії, розташований на півдні країни. Межує з департаментами Кочабамба, Тариха, Потосі і Санта-Крус. Столиця департаменту — Сукре, що також є конституційною столицею країни.
| Болівія | Це незавершена стаття з географії Болівії. Ви можете допомогти проєкту, виправивши або дописавши її. |